# Christian Decocq
Christian Decocq, né le 3 janvier 1945 à Calais, est un homme politique français.

## Biographie
Il est chevalier de la Légion d’honneur (2008).
Christian Decocq a fait sa carrière professionnelle dans une agence d'eau, dont il a fini par devenir sous-directeur.
Vice-Président de la communauté urbaine de Lille Métropole.
Il fut élu député le 16 juin 2002, pour la XIIe législature (2002-2007), dans la Troisième circonscription du Nord mais a été battu par le candidat socialiste Alain Cacheux au second tour (le 17 juin 2007) pour la XIIIe législature. 
À la suite de cette défaite, et son second Jacques Richir ayant choisi de suivre le Mouvement démocrate, il laisse à Sébastien Huyghe son poste de chef de file de l'opposition à la municipalité lilloise menée par Martine Aubry.
Christian Decocq a en effet été tête de liste d'union de la droite en 2001 et est, en tant que conseiller municipal, chef de l'opposition au conseil municipal de Lille.
Cependant, à la suite de la démission de Huyghe en juillet 2009, Christian Decocq reprend la tête du groupe « Union pour Lille » et reprend la tête de l'opposition.

## Mandats
- 20/03/1989 - 18/06/1995 : adjoint au maire de Wasquehal (Nord)
- 06/01/1993 - 15/03/1998 : membre du conseil régional du Nord-Pas-de-Calais
- 19/06/1995 - 18/03/2001 : membre du conseil municipal de Lille (Nord)
- 16/03/1998 - 01/01/2001 : membre du conseil régional du Nord-Pas-de-Calais
- 28/03/1999 - 18/03/2001 : membre du conseil général du Nord
- 19/03/2001 - 18/07/2002 : membre du conseil général du Nord

## Mandat en cours
- depuis 1995 : membre du conseil municipal de Lille, Nord